# Eeshoke Chula Chula
Der Eeshoke Chula Chula FC, laut Logo Eeshoke Chulachula FC,  ist ein Fußballverein aus der Region Ohangwena im Norden Namibias. Das Heimatstation ist das Ponhofi Sports Stadium in Eeshoke, zwei Kilometer westlich von Oshikango.

## Geschichte
Der Verein wurde in der Saison 2022/23 Meister in der Teilliga Nordost in der zweitklassigen Namibia First Division und stieg damit direkt für die Saison 2023/24 in die erstklassige Namibia Premier Football League auf.

## Erfolge
- 2022: Oshakati Mayoral Cup[1]
- 2023, 2024: Hage-Geingob-Cup